# 은산별신굿놀이
은산별신제(恩山別神祭)는 대한민국 충청남도 부여군 은산면 은산리에서 마을 사당인 별신당에서 열리는 제사이다. 1966년 2월 15일 대한민국의 국가무형문화재 제9호로 지정되었다.

## 개요
은산별신제는 충청남도 부여군 은산면 은산리 마을 사당인 별신당에서 열리는 제사를 말한다.
옛날 은산 마을에 큰 병이 돌아 젊은 사람들이 많이 죽어 나갔다. 어느날 밤 마을 어른의 꿈에 백제를 지키다 억울하게 죽은 장군이 나타나 병을 없애 줄테니, 자신과 부하들을 양지바른 곳에 묻어 달라고 했다. 꿈에서 깨어 장군이 말한 곳으로 가 보니 오래된 뼈가 잔뜩 널려 있었다. 마을사람들은 뼈들을 잘 묻고 그들의 영혼을 위해 굿을 했다. 그 후 병이 사라졌고, 마을에 평화가 찾아왔다고 한다. 이렇게 해서 마을사람들은 장군과 병사들을 위로하는 뜻으로 제사를 지내왔는데, 이것이 바로 오늘날의 은산별신제이다.
별신제는 3년에 1번씩 1월 또는 2월에 열리고, 보통 15일동안 약 100여 명의 인원이 참가한다. 제사에 앞서 마을 어른들은 제사를 준비하는 임원을 선출한다. 임원은 몸과 마음이 깨끗하고 부정이 없는 사람으로, 대장, 중군, 패장, 사령 등 군대조직의 이름으로 불리는데 이것은 은산별신제가 장군제(將軍祭)의 성격을 띠고 있기 때문이다. 제물을 준비하는 화주(火主)는 제물에 부정이 타지 않도록 조심하고, 제사에 쓰일 우물에 멍석을 덮고 주위에 금줄을 친 후 노랗고 검은 흙을 뿌려 부정의 접근을 막는다. 마을 장승 옆에 세워 둘 나무를 베는 ‘진대베기’를 하고, 신에게 올릴 종이꽃을 만들어 제물과 함께 당집으로 향하는데 제물을 나르는 사람들은 부정을 막기 위해 입에 백지를 문다. 제사는 저녁에 시작해서 새벽에 끝나는데, 무당이 굿을 한 후 마을로 내려와 마을의 번영을 위해 거리제를 열고 마을 동서남북에 장승을 세우는 것으로 마무리된다. 대규모 행사답게 의상, 소도구, 장비가 다양하게 동원된다.
은산별신제는 백제 군사들의 넋을 위로하고, 마을의 풍요와 평화를 기원하는 향토축제이다.

## 참고자료
- 은산별신제 - 국가유산청 국가유산포털
- 이 문서에는 다음커뮤니케이션(현 카카오)에서 GFDL 또는 CC-SA 라이선스로 배포한 글로벌 세계대백과사전의 내용을 기초로 작성된 글이 포함되어 있습니다.